# Freiburger Barockorchester

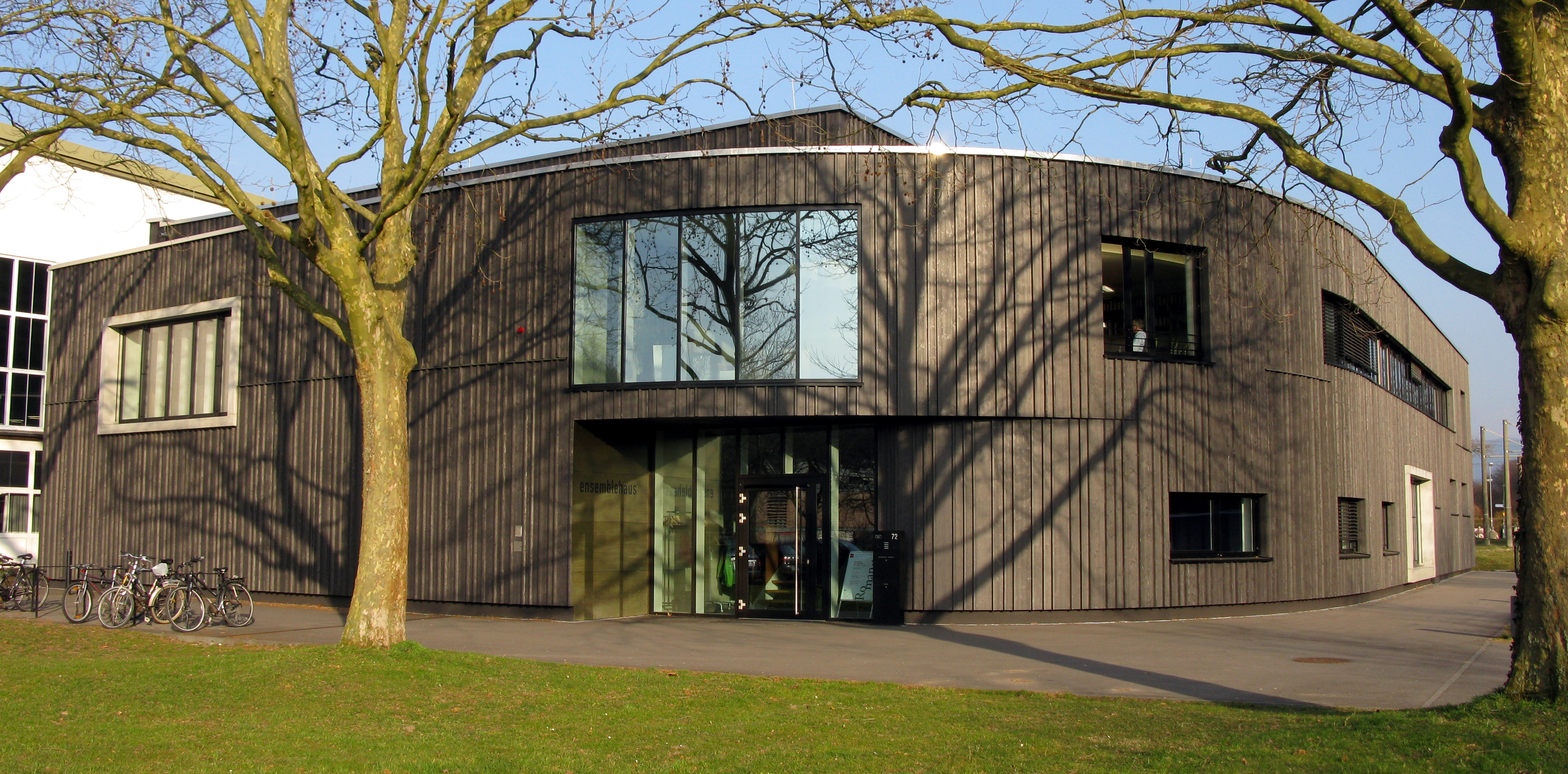
Das Ensemblehaus in Freiburg, Sitz des Freiburger Barockorchesters, im März 2015

Das Freiburger Barockorchester (FBO) ist ein auf die historisch-informierte Aufführungspraxis spezialisiertes Orchester mit Sitz in Freiburg im Breisgau, das vorwiegend Musik aus dem 17., 18. Jahrhundert und der ersten Hälfte des 19. Jahrhunderts spielt. 

## Aktivität
Das FBO wurde 1987 aus studentischen Initiativen der Freiburger Musikhochschule, nicht zuletzt von Schülern von Rainer Kussmaul gegründet. Es bespielt regelmäßig eigene Konzertreihen im Konzerthaus Freiburg, in der Liederhalle Stuttgart und der Berliner Philharmonie. Das FBO ist auf internationalen Konzertreisen unterwegs und gilt heute als „eines der besten Alte-Musik-Ensembles der Welt“.
Neben Einspielungen und Aufführungen der namengebenden Musik des Barock stehen auch immer wieder Werke aus der Klassik und Romantik auf dem Programm und es gibt auch „Ausflüge“ in die Neue Musik (bspw. Donaueschinger Musiktage 2006). 
Das FBO tritt in den großen Konzertsälen der Welt (u. a. Wigmore Hall, Lincoln Center, Concertgebouw Amsterdam, Palau de la Música Catalana, Kölner Philharmonie, Wiener Musikverein, Philharmonie de Paris) auf, häufig zusammen mit Künstlern wie Christian Gerhaher, Philippe Jaroussky, Cecilia Bartoli, Thomas Quasthoff oder dem RIAS Kammerchor. Dabei wird es unterstützt von Solisten wie den Spezialisten für historische Tasteninstrumente Andreas Staier, Kristian Bezuidenhout oder Alexander Melnikow sowie der Violinistin Isabelle Faust und der Gambistin Hille Perl. 
Der Barockviolinist Gottfried von der Goltz und seit 2023 die Violinistin Cecilia Bernardini, letztere als Nachfolgerin des Pianisten und Cembalisten Kristian Bezuidenhout, teilen sich die künstlerische Leitung. Regelmäßig wird das Orchester auch von namhaften Gastdirigenten wie René Jacobs, Trevor Pinnock, Philippe Herreweghe, Ton Koopman, Ivor Bolton und Pablo Heras-Casado geleitet. 
Eine kleine Formation spielt als Freiburger BarockConsort bevorzugt Kammermusik aus dem 17. und 18. Jahrhundert. Zum Repertoire gehören unter anderem Werke von Heinrich Ignaz Franz Biber, Johann Heinrich Schmelzer oder Antonio Bertali.
Zahlreiche CD-Aufnahmen, unter anderem mit Kompositionen von Johann Sebastian Bach, Georg Friedrich Händel, Antonio Vivaldi, Georg Philipp Telemann, Joseph Haydn, Wolfgang Amadeus Mozart, Franz Schubert, Robert Schumann und Felix Mendelssohn Bartholdy, wurden eingespielt. Das Orchester veröffentlicht bei dem französischen Label harmonia mundi und dem Label des Carus-Verlages. Mehrere dieser Einspielungen sind mit Auszeichnungen bedacht worden. 2013 spielte das Ensemble den Orchesterpart in einer für das Fernsehen produzierten Inszenierung von Idomeneo, Regie führte Stéphan Aubé, es sangen unter anderem Gaëlle Arquez und Sophie Karthäuser.
Seit Mai 2012 ist das Orchester zusammen mit dem Ensemble recherche im neu erbauten Ensemblehaus Freiburg mit Büro- und Probenräumen neben der alten Stadthalle und in Nachbarschaft zur Musikhochschule Freiburg beheimatet. Die Rechtsform ist Gesellschaft des bürgerlichen Rechts.

## Auszeichnungen
- 2006
  - Reinhold-Schneider-Preis der Stadt Freiburg
  - Europäischer Kammermusikpreis der Kulturstiftung Pro-Europa
- 2007 
  - zweifache Nominierung für den Grammy
  - Critics Award der Classical BRIT Awards, für Mozarts La clemenza di Tito mit dem RIAS Kammerchor und René Jacobs
  - Deutscher Kritikerpreis in der Sparte Musik
  - „Bestes Orchester des Jahres“ laut Zeitschrift Opernwelt
- 2008
  - Edison Classical Music Award (Sparten Oper und Chormusik)
- 2009
  - Jahrespreis der deutschen Schallplattenkritik, zusammen mit René Jacobs, für Mozarts Idomeneo[4]
  - „CD des Jahres“ laut Opernwelt[5]
- 2010 
  - Grammy-Nominierung, für Haydns Schöpfung mit René Jacobs
- 2011 
  - Gramophone Award, für Carl Philipp Emanuel Bachs Sei Concerti per il cembalo concertato
- 2012 
  - ECHO Klassik in der Sparte Ensemble des Jahres (historische Instrumente), für ihr Album Felix Mendelssohn Bartholdy: Doppelkonzert für Violine & Klavier (erschienen bei harmonia mundi)[6]
- 2013 
  - ECHO Klassik in der Sparte Konzerteinspielung des Jahres, für Mozarts Klavierkonzerte KV 453 & 482 (harmonia mundi)[7]
- 2014
  - ECHO Klassik in der Kategorie Sinfonische Einspielung des Jahres, für Franz Schubert: Sinfonie 3 & 4 (harmonia mundi)[8]
- 2015
  - Jahrespreis der Deutschen Schallplattenkritik, zusammen mit Hans-Christoph Rademann und der Gächinger Kantorei, für Johann Sebastian Bach: Messe in h-Moll (Carus)
  - ECHO Klassik in der Sparte Konzerteinspielung des Jahres, zusammen mit Isabelle Faust und Pablo Heras-Casado, für Robert Schumann: Violinkonzert, Klaviertrio Nr. 3 (harmonia mundi)[9]
- 2016
  - ECHO Klassik in der Sparte Konzerteinspielung des Jahres (18. Jhd.), zusammen mit Andreas Staier, für Johann Sebastian Bach: Concertos for Cembalo (harmonia mundi)
  - Diapason d’or Arte édition Septembre, zusammen mit Kristian Bezuidenhout, für Mozart: Klavierkonzerte KV 413-415 (harmonia mundi)
  - Preis der Deutschen Schallplattenkritik, Bestenliste, zusammen mit Pablo Heras-Casado, für Mendelssohn: Symphonien Nr. 3 und 4 (harmonia mundi)